# Jerry Moran

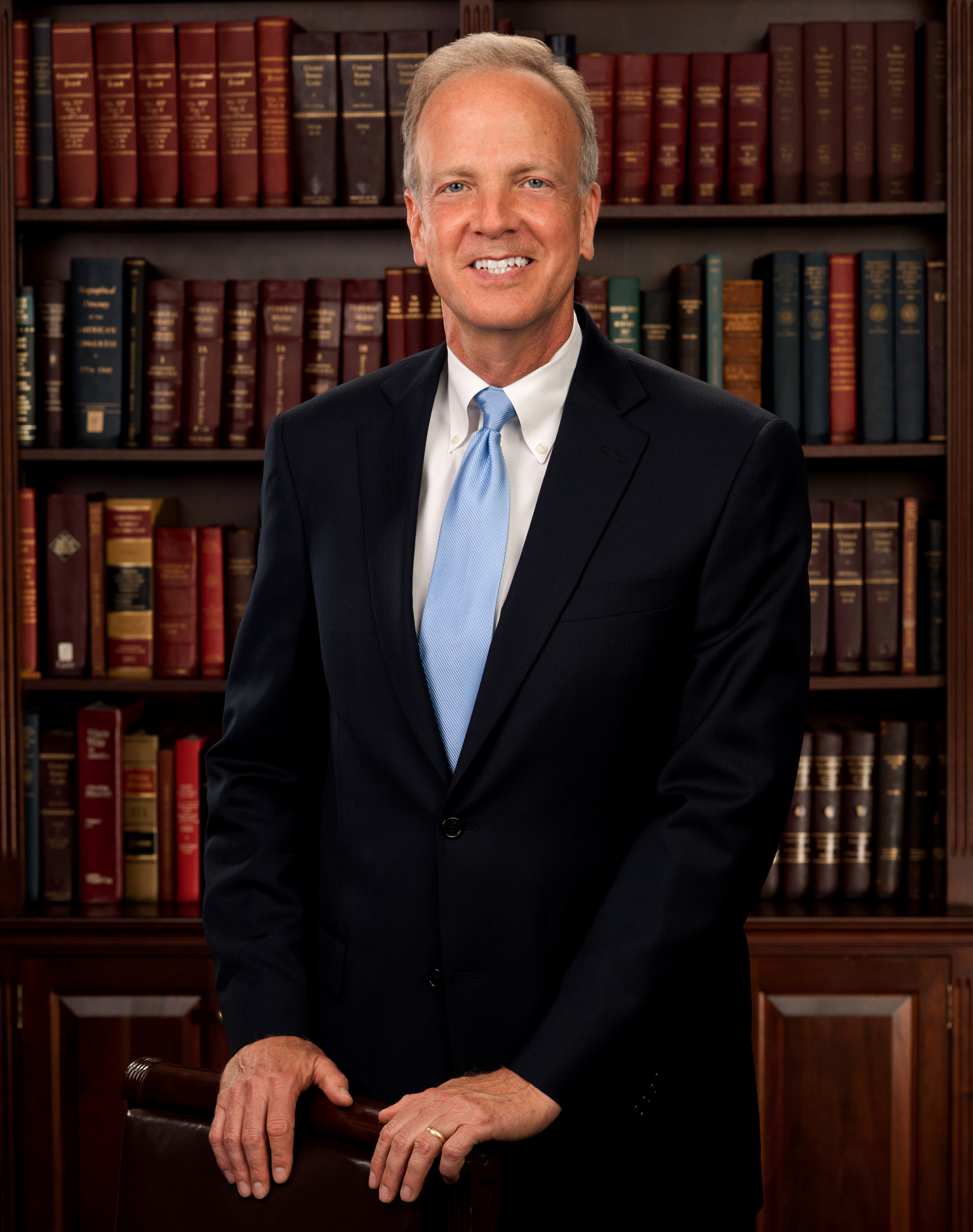
Jerry Moran

Gerald „Jerry“ Wesley Moran (* 29. Mai 1954 in Great Bend, Barton County, Kansas) ist ein US-amerikanischer Politiker. Von 1997 bis 2011 vertrat er den ersten Wahlbezirk des Bundesstaates Kansas im US-Repräsentantenhaus. Seit 2011 ist er Mitglied des Senats der Vereinigten Staaten für Kansas.

## Werdegang
Jerry Moran besuchte die Plainville High School und danach bis 1976 die University of Kansas in Lawrence. Nach einem Jurastudium an derselben Universität und einer kurzen Zeit im Bankgeschäft begann er in Hays als Anwalt zu praktizieren. In den Jahren 1982 bis 1985 war er Sonderstaatsanwalt für den Attorney General von Kansas. Zwischen 1987 und 1995 war er stellvertretender Bezirksstaatsanwalt im Rooks County. Von 1990 bis 1995 saß er auch im Aufsichtsrat der juristischen Fakultät der University of Kansas. Außerdem gehörte er von 1996 bis 1997 dem Vorstand der Industrie- und Handelskammer dieses Staates an.
Politisch schloss Moran sich der Republikanischen Partei an. Zwischen 1989 und 1997 war er Mitglied im Senat von Kansas. Von 1993 bis 1995 war er dessen Vizepräsident; von 1995 bis 1997 führte er die republikanische Fraktion. Bei den Kongresswahlen des Jahres 1996 wurde Moran im ersten Distrikt von Kansas in das US-Repräsentantenhaus in Washington, D.C. gewählt. Dort trat er am 3. Januar 1997 die Nachfolge von Pat Roberts an. Nachdem er bei den folgenden Wahlen jeweils bestätigt wurde, vertrat er bis 3. Januar 2011 seinen Wahlbezirk im Kongress.
Moran war Mitglied im Landwirtschaftsausschuss, im Ausschuss für das Transportwesen und die Infrastruktur sowie im Ausschuss, der sich mit den Kriegsveteranen befasst. In allen drei Ausschüssen war er noch in mehreren Unterausschüssen vertreten. Moran gilt als konservativ; er wird von Gruppierungen wie der National Rifle Association, dem National Right to Life Committee und der American Conservative Union unterstützt. Der mit Robba Moran verheiratete Politiker wurde im August 2010 als republikanischer Kandidat für die Wahl zum US-Senat nominiert, wo er die Nachfolge von Sam Brownback antrat. In der Primary gewann er gegen Todd Tiahrt, einen anderen amtierenden Kongressabgeordneten. Seit 3. Januar 2011 ist er Mitglied im Senat der Vereinigten Staaten für Kansas. Da er im Jahr 2016 in seinem Amt bestätigt wurde, vertrat er auch für die nächsten sechs Jahre seinen Staat im US-Senat. Moran wurde auch 2022 wiedergewählt.